# شهرستان ماریون (میزوری)
شهرستان ماریون، میزوری (به انگلیسی: Marion County, Missouri) یک سکونتگاه مسکونی در ایالات متحده آمریکا است که در میزوری واقع شده‌است.